# Malo Črnelo
Malo Črnelo este o localitate din comuna Ivančna Gorica, Slovenia, cu o populație de 41 de locuitori.